# 韋恩斯維爾 (印地安納州)
韋恩斯維爾（英語：Waynesville）是位於美國印地安納州巴塞洛繆縣的一個非建制地區。該地的面積和人口皆未知。

## 地理
韋恩斯維爾的座標為39°06′54″N 85°53′30″W / 39.11500°N 85.89167°W，而該地的平均海拔高度為183米（即600英尺）。